# 北勢寮保安宮
22°21′42″N 120°35′46″E / 22.361669°N 120.596223°E
北勢寮保安宮，是位於臺灣屏東縣枋寮鄉中寮村的保生大帝廟，以「送白鶴」祭典聞名。

## 沿革

### 清治時期

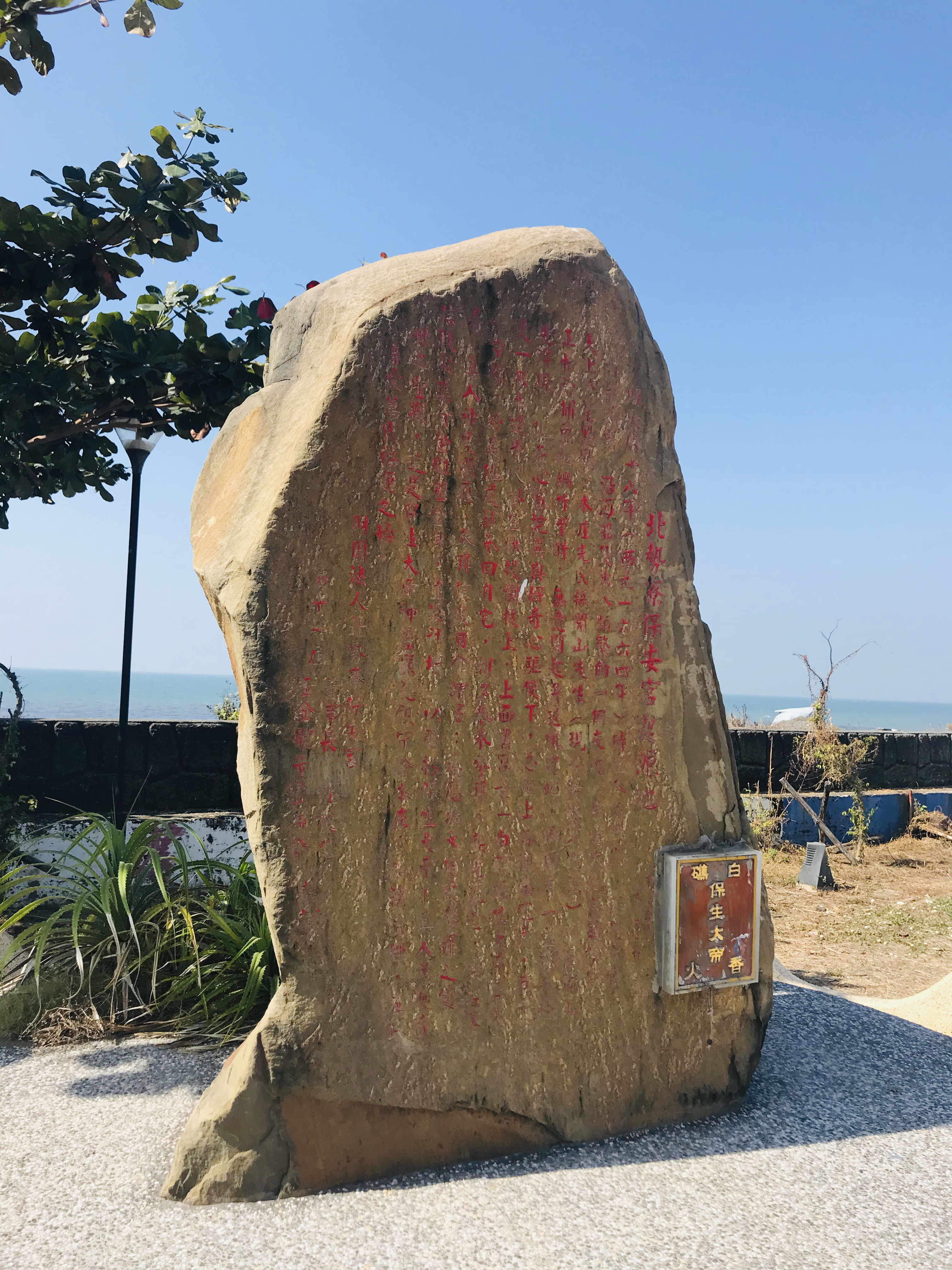
為紀念保生大帝香火在今枋寮鄉中山路海邊登陸，在2014年9月3日立碑。

《鳳山縣采訪冊》：「一在北勢寮莊（港東），縣東南六十里，屋二間（額『保安宮』），乾隆五十年楊光興董建。」
乾隆五十年（1785年），北勢寮庄民楊光興募捐，建屋二間提供給保安宮作開基本壇（今中寮村第四鄰陳源雄碾米廠舊址），並把自家供奉的保生大帝神像獻給眾信徒作為庄神。同治六年（1867年），此廟自開基本壇遷建於清潮營將王開俊勘察之地。因廟建於雙叉路口正中央，耆老傳言其位於剪刀路口，鎮守村中不祥之地；亦說法為當時遷廟地址皆為墓地，配合於該地鎮陰。光緒三年（1877年），地方士紳敬獻「神靈赫奕」牌匾一面。光緒五年（1879年），都司吳卲猷恭獻「福庇無疆」牌匾一面。

### 日治時期
1927年，庄中士紳及信徒計議改建，因經費不足，籌備委員會要求信眾加三成捐獻。次年農曆三月下旬，北勢寮漁獲豐收，使建廟工程得以順利，信眾認為是神明保佑，謂：「保生大帝加三成興」。1929年，此廟改建竣工。
改建時廟方以當時熱門的對場作方式，由漳州派匠師陳己同設計前殿、泉州派匠師鄭振成作後殿。黃龜理也參與主殿及前殿木雕花飾，該廟具有黃龜理少數保存完整的廟雕作品。

### 戰後時期
2000年代左右，枋寮鄉公所計畫拓寬廟前的保生路，廟面臨拆遷，因此廟方在原廟址後方5公尺處興建新廟，於2001年動工。2004年左右，廟方以新台幣一億多元整建廟宇，其中有700萬購買金箔裝飾新廟，2005年11月底安座啟用。
2006年8月21日，此舊廟成為屏東縣縣定古蹟。2009年4月9日，為保存黃龜理木雕花飾作品，廟方號召群眾用繩索將舊廟移至新廟後方空地保存，候任文建會副主委吳錦發、時任文化局局長徐春芬、立委潘孟安、及縣議員盧文信、黃明榮等地方代表參與，遷移由嘉義縣朴子市的宏鳴樓房遷移、升高工程行負責。首日人力移動3公尺，後續移動工程由機械代勞。之前的類似案例有二結王公廟。
2016年，屏東縣政府與文化部協助籌措新臺幣1200萬元之經費為舊廟進行古蹟修復工程。

## 送白鶴祭典
全臺有超過三百多間主祀保生大帝的廟宇，皆會在農曆三月十五慶祝保生大帝誕辰，惟有此廟會在農曆五月初二，也就是保生大帝飛昇得道紀念日，有稱為「送白鶴」的儀式。傳說保生大帝是被白鶴載往天上成仙，因此枋寮民眾遂紙紮白鶴作紀念，此儀式不僅為全台唯一，在整個華人信仰圈也相當罕見。
廟方在祭典前以純白宣紙、竹條及木條支架等，紙紮成一隻白鶴，過去原本廟方自製，後來委託藝術家打造。自2015年廟方開放祈福卡供遊客祈福，同白鶴燒化。
農曆五月初二日當上午，廟方將神像登轎安座，再將白鶴移至廟埕的車上，與信眾步行至北勢寮率芒溪附近海邊，面向福建白礁慈濟宮祖廟方向祭拜後，再引火焚燒，完成儀式。
2015年9月18日，此祭典以「枋寮北勢寮保安宮放白鶴」之名登錄為民俗及有關文物。同年，屏縣文化處在祭典前邀請學者專家在此廟舉辦文史講座與文化導覽。廟方董事長沈枝忠於2016年表示該祭典已有上百年歷史，也吸引其它祭祀保生大帝的廟宇如高雄鼓山亭、大樹保安宮等廟宇前來取經。

## 外部連結
北勢寮保安宮的Facebook專頁